# 马木托夫·库尔班
马木托夫·库尔班（1922年8月—2015年9月15日）维吾尔族，新疆喀什疏附县人，中华人民共和国官员。

## 生平
1946年参加新疆三区革命。曾任民族军团副参谋长、政治处主任。1950年，加入中国共产党。后来历任中国人民解放军军政治部副主任，中共南疆区委、中共新疆维吾尔自治区党委组织部副部长，新疆维吾尔自治区农林局副局长，中共喀什地委副书记，喀什行署专员。他是第六、七届全国人大常委。